# کاشا ژاکلین نباگسرا
کاشا ژاکلین نباگسرا (انگلیسی: Kasha Nabagesera؛ زادهٔ ح. ۱۹۸۰ (۴۴–۴۵ سال)) اهل اوگاندا است. (که بنام ژاکلین کاشا نیز معروف است)، مدافع حقوق بشر است که چندین جایزه بین‌المللی برای فعالیتش در مورد حقوق افراد (HBTQ) دریافت کرده‌است.
کاشا نباگسرا یک وکیل واجد شرایط و یکی از فعالان برجسته در اوگاندا برای حقوق افراد است. او در داخل کشورش از آزار و اذیت و تهدید به قتل رنج می‌برد زیرا که اتهام همجنسگرایی در اوگاندا می‌تواند به احکام طولانی مدت زندان منجر گردد. نباگسرا در سال ۲۰۰۳ سازمان (FARUG) که یک سازمان اوگاندایی علیه تبعیض است را تأسیس کرد.
وی همچنین برندهٔ جوایزی همچون جایزه مارتین انالز و جایزه نوبل آلترناتیو شده‌است.

## خانواده
پدر کاشا ژاکلین نباگسرا پرنس آلبرت والوگمبه ماسوکه است، که یک اقتصاددان و کارمند بانک اوگاندا بود و بعداً معاون رئیس بانک شد، و مادرش، جولی ویولا کاتانتازی موسوک یکی از اولین برنامه‌نویسی رایانه‌ای در اوگاندا بود و در بانک کار می‌کرد، و در آنجا کارکنان بانک سراسر کشور را آموزش داد. او یک برادر کوچکتر دارد.

## تحصیلات
کاشا به چند مدرسه رفت، که اغلب به دلیل گرایش‌های جنسی‌اش، اخراج می‌شد. او به مدرسه راهنمایی گایاز، دبیرستان ماری‌هیل، دبیرستان ماریم و کالج نماسا گالی می‌رفت. پس از پایان دبیرستان، در دانشگاه (Nkumba) ثبت نام کرد و در آنجا مدرک حسابداری خود را با درجه لیسانس در مدیریت تجاری کسب کرد. وی سپس در سال ۲۰۰۴ دیپلم فناوری اطلاعات و لیسانس بازاریابی از گروه بین‌المللی جدید در کامپالا را گرفت. در سال ۲۰۰۵ در مؤسسه آموزش حقوق بشر همکاران که یک مرکز آموزش و کارآموزی جهانی حقوق بشر مستقر در ماساچوست است و از راه دور آموزش می‌دهد، ثبت نام کرد. وی در سال ۲۰۰۶ از مدرسه رسانه‌ای ژوهانسبورگ لیسانس روزنامه‌نگاری دریافت کرد. سپس او کنشگران این مدرسه را برای فعالیت در کشورهای آفریقایی مانند بوتسوانا، زیمبابوه، زامبیا، اوگاندا و دیگر کشورها آموزش داد. در سال ۲۰۰۸ او مربی کارآموزان شد، و در نتیجه یک گواهینامه از مدافعان خط مقدم حقوق بشر در دوبلین، ایرلند کسب کرد.
کاشا ژاکلین نباگسرا نزد بسیاری از دوستانش به عنوان «شگفت‌انگیز» معروف بود. به دلیل تلاش فوق‌العاده‌اش در ورزش بیش از شش جایزه در رشته‌های ۱۰۰متر، ۲۰۰متر و ۴۰۰متر امدادی و همچنین پرش ارتفاع و پرش طول کسب کرد. او همچنین در کلاس درام شرکت می‌کرد.

## فعالیت‌ها
هنگامی که کاشا ژاکلین دانشگاه را به پایان رساند، با برخی از دوستانش، با مشاهده آزار و اذیت، تبعیض و خشونت علیه زنان اوگاندایی، به دلیل هویت و گرایش‌ها جنسی آنها، بنیاد آزادی و سرگردانی اوگاندا (FARUG) را در سال ۲۰۰۳ تأسیس کردند. این سازمان در نوع خود در اوگاندا اولین سازمان پیشگام بود که به مبارزه برای احقاق هویت جنسی زنان اقدام کرد. کاشا به‌مدت ده سال این سازمان را رهبری کرد، او پس از ده سال رهبری در روز ۴ ژوئیه ۲۰۱۳ از مقام مدیریت اجرائی بنیاد آزادی و سرگردانی اوگاندا(FARUG) کناره‌گیری کرد.

### دیدگاه‌ها
کاشا ژاکلین کار خود را دوست دارد و قادر است که احساسات لطمه دیده بسیاری از اعضای جامعه همجنس‌گرایان را، التیام بخشد. او همچنین دوست دارد که برادران و خواهران در اوگاندا و جاهای دیگر باو امید دهند، اما اعتراف می‌کند که این امر در حال حاضر کار مشکلی است. او دیدار مردم و به اشتراک گذاری تجربیات مشترکی که ما را متحد می‌سازد، را دوست دارد و معتقد است یادگیری از دیگران زندگی‌ها را بی‌همتا می‌کند. او از «خانواده دوست داشتنی اش از سراسر جهان» سخن می‌گوید که او فرصت ملاقات با آن‌ها را داشته و از آن یادگرفته‌است.
کاشا می‌گوید "بسیار مهم است که بدانیم که ما کیستیم، به ویژه در تاریخ نگاه کنیم ببینیم چگونه نژاد ما تضعیف شده‌است، برای ما مهم است که بایستیم و بحساب بیاییم. غرور سیاهی ما هرگز نباید اجازه دهد که به دلیل رنگ پوستمان مجدداً تنزل داده شویم. این مهم است که ما تلاش کنیم و بزرگی خودمان را به‌دست بیاوریم به‌جای این که منتظر بمانیم دیگری این کار را برای ما انجام دهد. ما نمی‌توانیم سعی کنیم سر خود را در شن و ماسه فروکنیم و برای خودمان متأسف باشیم، ما باید بایستیم و سرمان را بالا نگه داریم و از اینکه بهترین تلاش خود را برای تبدیل دنیا به مکانی بهتر برای عدالت و تساوی و آزادی می‌کنیم، احساس غرور کنیم.

### شناخته شدگی
کاشا به عنوان «مؤسس مادر» جنبش حقوق مدنی اوگاندا شناخته شده‌است. در سال ۱۹۹۹، هنگامی که او ۱۹ ساله بود، به‌طور عمومی مبارزه برای پایان دادن به ضد همجنس‌گرائی در اوگاندا را شروع کرد.
در سال ۲۰۱۰، روزنامه اوگاندایی "Rolling Stone" نام و عکس افرادی را که ادعا می‌کردند همجنسگرا هستند را با عنوان "آنها را دار بزنید" منتشر کرد. در میان این نام‌ها کاشا و همکارش دیوید کاتو قرار داشتند. آن‌ها در نهایت علیه روزنامه یاد شده شکایت کردند و در این راستا یک معیار برای حقوق بشر در اوگاندا مشخص کردند.
دیوید کاتو پس از این نبرد حقوقی با انتشار مطلب فوق کشته شد.
نباگسرا مبارزه برای حقوق همجنسگرا در اوگاندا را ادامه داد. درحالیکه در اوگاندا قصاص همجنس‌گرایی مجازاتهای سخت از زندان تا مرگ است.

### فعالیت کنونی
کاشا ژاکلین نباگسرا هم‌اکنون تلاش خود را برای دفاع و لابی از جانب آفریقائیان در سازمان ملل، کمیسیون آفریقا و اتحادیه اروپا متمرکز کرده‌است او همچنین پروژه‌ای به نام پروژه (PAL) را برنامه‌ریزی، اداره، حمایت و رهبری می‌کند تا قانون ضد همجنس‌گرایی را، که اخیراً در اوگاندا به اجرا درآمده است را لغو کند.
کاشاژاکلین صدها درخواست از شهروندان اوگاندا در LGBT دریافت می‌کند که در پی تصویب قوانین مبارزه با همجنس‌گرایی، ترسیده و مخفی شده‌اند زیرا آن‌ها را مجرم شناخته و به زندان را محکوم می‌شوند و حتی دوستان، خانواده‌ها و کارفرمایان را نیز به دلیل معرفی نکردن آن‌ها به مقامات مجازات می‌شوند.
کاشا ژاکلین تنها عضو مؤسسهٔ LGBT از دهه ۹۰ است که هنوز در اوگاندا زندگی می‌کند.

## بازداشت
کاشا در ماه مه سال ۲۰۱۷، هنگام ورود به فرودگاه بین‌المللی کیگان، در رواندا دستگیر شد.

## جوایز
رهبری کاشا در مواجهه با تهدیدات شدید، برای بسیاری از مردم جهان شناخته شده‌است از جمله "مجله Velvetpark"، مجله مشهور معرف زنان عجیب و غریب جهان، که او را "شجاعانه" توصیف کرده‌است و در سال ۲۰۱۰ او را به عنوان زن‌ترین زن عجیب و غریب در جهان انتخاب کرد. نام او در سال ۲۰۱۱، در مراسم ۱۰۰ ساله بین‌المللی روز زن ثبت گردید. در همان سال او سخنگوی مهمان در نشست ژنو سران حقوق بشر و دموکراسی بود. کاشا همچنین در سال ۲۰۱۱ در فهرست ۵۰ زن الهام بخش و فمینیست در آفریقا قرار گرفت و در سال ۲۰۱۱ جایزه معتبر مارتین آننالز برای مدافعان حقوق بشر را دریافت کرد.
در نوامبر ۲۰۱۱، او با دریافت جایزه رافتو Rafto Prize در برگن، نروژ، مشهور گردید. او در ماه فوریه ۲۰۱۳ موفق به دریافت جایزه افتخاری مجله QX در استکهلم در سوئد شد. در آوریل ۲۰۱۳جایزه جیمز جویس James Joyce از دانشگاه کالج دوبلین، جایزه سین مک‌براید Sean McBride Award از سازمان عفو بین‌الملل دوبلین، سال ۲۰۱۳جایزه شهامت شهری از برلین، جایزه سال برای فعال بین‌المللی برای GALAS (اتحادیه ملی لزبین و همجنس‌گرای ایرلند)، سال ۲۰۱۳ جایزه حقوق بشر بین‌المللی نورنبرگ، کاشا ژاکلین همیشه به قانون جدید ضد همجنس‌گرائی اوگاندا به عنوان قانون نورمبرگ اشاره کرده‌است.
اعلام شد که کاشا ژاکلین در ماه مه سال ۲۰۱۱ جایزه مارتین آنالالز برای مدافعان حقوق بشر را به دست خواهد آورد. او اولین فعال حقوق همجنس‌گرایان است که به دریافت این جایزه نایل آمد. به گفته میشل کاگاری از سازمان عفو بین‌الملل، این جایزه شجاعت فوق‌العاده ای را در برابر تبعیض و خشونت علیه حامیان LGBT در اوگاندا به رسمیت می‌شناسد.